# Shady XV
Shady XV ist ein Sampler von Eminems Label Shady Records und erschien zudem über Interscope Records. Er wurde am 24. November 2014 als Doppelalbum veröffentlicht und besteht aus zwei CDs, wobei die erste CD zuvor unveröffentlichte Songs von Künstlern, die zur Erscheinungszeit bei Shady Records unter Vertrag standen, enthält. Neben Eminem sind dies Bad Meets Evil, D12, Slaughterhouse und Yelawolf. Die zweite CD stellt ein Best-of aus allen Liedern dar, die seit der Gründung 1999 auf dem Label veröffentlicht wurden.

## Hintergrund
Am 25. August 2014 wurden auf Eminems Website das Veröffentlichungsdatum von Shady XV sowie Details zum Album bekanntgegeben. Es sei ein Doppelalbum, das die größten Hits des Labels, wie Lose Yourself von Eminem und In da Club von 50 Cent, sowie neues Material enthalten soll. Der Name Shady XV steht für Shady 15 (siehe Römische Zahlschrift) und somit sowohl für das 15-jährige Bestehen des 1999 gegründeten Labels als auch für die 15. Veröffentlichung auf Shady Records (Eminems Soloalben nicht mitgezählt).

## Inhalt
Die erste CD enthält 13 zuvor unveröffentlichte Lieder von Künstlern, die zur Erscheinungszeit bei Shady Records unter Vertrag standen. Labelchef Eminem ist dabei auf acht Songs (ShadyXV, Psychopath Killer, Die Alone, Guts Over Fear, Fine Line, Twisted, Right for Me, Detroit vs. Everybody) vertreten sowie als Teil des Duos Bad Meets Evil auf Vegas zu hören. Die Rapgruppe Slaughterhouse hat mit Psychopath Killer und Y’all Ready Know zwei Auftritte auf dem Album. Der Rapper Yelawolf ist bei den Tracks Psychopath Killer, Down, Twisted sowie Till It’s Gone vertreten und Royce da 5′9″, Teil der Rapformationen Bad Meets Evil und Slaughterhouse, hat einen weiteren Beitrag auf Detroit vs. Everybody.
Von den für die Best-of-CD ausgewählten Liedern stammen I Get Money, P.I.M.P., Wanksta und In da Club von 50 Cent, während von der Rapgruppe D12 drei Songs (Purple Pills, My Band, Fight Music) enthalten sind. Die Tracks Let’s Roll und Pop the Trunk sind zuvor veröffentlichte Singles des Rappers Yelawolf und Hammer Dance stammt von der Gruppe Slaughterhouse. Von dem Rapper Obie Trice wurden die Lieder Wanna Know und The Setup ausgewählt. Außerdem sind die Shady-Records-Stücke Cry Now (Shady Remix) und You Don’t Know auf dem Sampler enthalten. Von Eminem selbst stammt lediglich der Track Lose Yourself sowie eine Demoversion desselben Titels.

## Produktion und Samples
Eminem fungierte bei dem Sampler als Ausführender Produzent. Er produzierte den Titelsong Shady XV und in Zusammenarbeit mit Luis Resto die Lieder Die Alone, Vegas, Fine Line, Twisted und Right for Me. Beim Beat zu Detroit vs. Everybody arbeitete Eminem mit Statik Selektah zusammen. Die erste Singleauskopplung Guts Over Fear wurde von Emile Haynie und John Hill produziert, während Mr. Porter in Zusammenarbeit mit Marv Won das Instrumental zu Bane schuf. Der Beat von Psychopath Killer stammt von den Produzenten Boi-1da, Just Blaze und The Mavens. Außerdem sind DJ Premier (Y’all Ready Know), Conrad Clifton (Down) und WillPower (Till It’s Gone) mit je einem Instrumental vertreten.
Vier Titel des Albums enthalten Samples von Liedern anderer Künstler. So wurden im Instrumental von Shady XV Elemente des Songs My Kinda Lover von Billy Squier verwendet, während Down den Track Going Down von Freddie King sampelt. Der Titel Twisted enthält ein Sample des Stücks Synthetic Substitution von Melvin Bliss und im Beat zu Detroit vs. Everybody sind Elemente der Lieder Funky Drummer von James Brown sowie Static on the Frequency von Peter Beveridge enthalten.
Die Beats der für die Best-of-CD ausgewählten Lieder wurden von Eminem, Dr. Dre, Luis Resto, Jeff Bass, Mr. Porter, Witt & Pep, Apex, The Audibles, Mr. Pyro, AraabMuzik, John Freeman, WillPower, Sha Money XL und Mike Elizondo produziert.

## Covergestaltung
Das Albumcover zeigt zwei silberne, gekreuzte Kettensägen und darunter eine silberne Maske, auf der sich zwei rote Streifen, die ein V bilden, befinden. Beides zusammen lässt die Zahl XV entstehen. Der Hintergrund ist schwarz-grau gehalten.

## Gastbeiträge
Neben den Rappern von Shady Records sind auch andere Künstler auf der Kompilation vertreten. So singt die australische Sängerin Sia den Refrain des Lieds Guts Over Fear, während der US-amerikanische Künstler Kobe im Song Die Alone zu hören ist. Detroit vs. Everybody ist eine Kollaboration mit den Rappern Big Sean, Danny Brown, Dej Loaf und Trick-Trick. Außerdem ist die US-amerikanische Sängerin Skylar Grey, die von Co-Labelchef Paul Rosenberg als „inoffizielles Mitglied der Shady-Familie“ bezeichnet wird, auf dem Stück Twisted vertreten.

## Titelliste
CD X:
| #  | Titel                      | Künstler                                                               | Produzent                                    | Länge |
| -- | -------------------------- | ---------------------------------------------------------------------- | -------------------------------------------- | ----- |
| 1  | Shady XV                   | Eminem                                                                 | Eminem                                       | 5:01  |
| 2  | Psychopath Killer          | Slaughterhouse, Eminem und Yelawolf                                    | Boi-1da, Just Blaze (Co) und The Mavens (Co) | 5:19  |
| 3  | Die Alone                  | Eminem und Kobe                                                        | Eminem und Luis Resto (Add)                  | 3:36  |
| 4  | Vegas                      | Bad Meets Evil                                                         | Eminem und Luis Resto (Add)                  | 5:36  |
| 5  | Y’all Ready Know           | Slaughterhouse                                                         | DJ Premier                                   | 3:51  |
| 6  | Guts Over Fear             | Eminem und Sia                                                         | Emile Haynie, John Hill und Eminem (Co)      | 5:01  |
| 7  | Down                       | Yelawolf                                                               | Conrad Clifton                               | 3:26  |
| 8  | Bane                       | D12                                                                    | Mr. Porter und Marv Won (Co)                 | 4:24  |
| 9  | Fine Line                  | Eminem                                                                 | Eminem und Luis Resto (Add)                  | 5:07  |
| 10 | Twisted                    | Skylar Grey, Eminem und Yelawolf                                       | Eminem und Luis Resto (Add)                  | 4:59  |
| 11 | Right for Me               | Eminem                                                                 | Eminem und Luis Resto (Add)                  | 4:57  |
| 12 | Detroit vs. Everybody      | Eminem, Royce da 5′9″, Big Sean, Danny Brown, Dej Loaf und Trick-Trick | Statik Selektah und Eminem                   | 5:57  |
| 13 | Till It’s Gone (Bonussong) | Yelawolf                                                               | WillPower                                    | 4:36  |

CD V:
| #  | Titel                                 | Künstler                                                  | Produzent                         | Länge | Original-Album (Jahr)             |
| -- | ------------------------------------- | --------------------------------------------------------- | --------------------------------- | ----- | --------------------------------- |
| 1  | I Get Money                           | 50 Cent                                                   | Apex                              | 3:43  | Curtis (2007)                     |
| 2  | Purple Pills                          | D12                                                       | Eminem                            | 5:04  | Devils Night (2001)               |
| 3  | Lose Yourself                         | Eminem                                                    | Eminem, Luis Resto und Jeff Bass  | 5:20  | 8 Mile (2002)                     |
| 4  | Cry Now (Shady Remix)                 | Obie Trice, Kuniva, Bobby Creekwater, Cashis und Stat Quo | Witt & Pep                        | 5:09  | Eminem Presents: The Re-Up (2006) |
| 5  | Let’s Roll                            | Yelawolf und Kid Rock                                     | The Audibles, Mr. Pyro und Eminem | 3:55  | Radioactive (2011)                |
| 6  | Hammer Dance                          | Slaughterhouse                                            | AraabMuzik                        | 4:05  | Welcome to: Our House (2012)      |
| 7  | P.I.M.P.                              | 50 Cent                                                   | Mr. Porter                        | 4:09  | Get Rich or Die Tryin’ (2003)     |
| 8  | You Don’t Know                        | 50 Cent, Eminem, Cashis und Lloyd Banks                   | Eminem                            | 4:17  | Eminem Presents: The Re-Up (2006) |
| 9  | My Band                               | D12                                                       | Eminem                            | 4:58  | D12 World (2004)                  |
| 10 | Wanna Know                            | Obie Trice                                                | Emile                             | 4:04  | Second Round’s on Me (2006)       |
| 11 | Wanksta                               | 50 Cent                                                   | John Freeman und Sha Money XL     | 3:38  | 8 Mile (2002)                     |
| 12 | The Setup                             | Obie Trice und Nate Dogg                                  | Dr. Dre und Mike Elizondo         | 3:13  | Cheers (2003)                     |
| 13 | In da Club                            | 50 Cent                                                   | Dr. Dre                           | 3:13  | Get Rich or Die Tryin’ (2003)     |
| 14 | Fight Music                           | D12                                                       | Dr. Dre                           | 4:21  | Devils Night (2001)               |
| 15 | Pop the Trunk                         | Yelawolf                                                  | WillPower                         | 3:48  | Trunk Muzik (2010)                |
| 16 | Lose Yourself (Original Demo Version) | Eminem                                                    | Eminem, Luis Resto und Jeff Bass  | 3:00  |                                   |

## Rezeption
Shady XV wurde von Kritikern überwiegend durchschnittlich bis positiv bewertet. Die Seite Metacritic errechnete aus neun Kritiken englischsprachiger Medien einen Schnitt von 61 %.
Pascal Bremmer von plattentests.de gab dem Album vier von möglichen zehn Punkten. Bei den neuen Songs würden meist „peinlich-poppige Autotune-Refrains die zuvor gekickten Punchlines, die an sich durchaus Spaß machen,“ ruinieren. Einzig Detroit vs. Everybody könne vollends überzeugen. Lediglich „die zweite Disc mit den Best-of-Titeln reißt bisweilen noch mit.“
Auf cdstarts.de erhielt Shady XV sieben von möglichen zehn Punkten. Der Rezensent Matthias Reichel meint, es enthalte „gewohnt genial-irrsinnige Raps“ von Eminem und seinen Labelkollegen, von denen „das hochatmosphärische Psychopath Killer“ heraussteche. Auf der zweiten CD befänden sich zudem „unsterbliche Klassiker“ von Eminem, 50 Cent und D12.

## Kommerzieller Erfolg

### Chartplatzierungen und Singles
In Deutschland stieg die Kompilation auf Platz acht der Charts ein und konnte sich fünf Wochen in den Top 100 halten. In den Vereinigten Staaten erreichte das Album Rang drei und hielt sich 13 Wochen in den Top 200. Im Vereinigten Königreich wurde das Album als Compilation eingestuft und konnte sich aus diesem Grund nicht in den offiziellen Albumcharts platzieren. Das Album erreichte jedoch Platz fünf der britischen Compilation-Charts.
| ChartsChartplatzierungen       | Höchstplatzierung | Wochen |
| ------------------------------ | ----------------- | ------ |
| Deutschland (GfK)              | 8 (5 Wo.)         | 5      |
| Österreich (Ö3)                | 13 (3 Wo.)        | 3      |
| Schweiz (IFPI)                 | 7 (5 Wo.)         | 5      |
| Vereinigte Staaten (Billboard) | 3 (13 Wo.)        | 13     |

| ChartsJahrescharts (2015)      | Platzierung |
| ------------------------------ | ----------- |
| Vereinigte Staaten (Billboard) | 104         |

Als erste Single des Albums wurde bereits am 25. August 2014 der Song Guts Over Fear von Eminem und Sia veröffentlicht, der Platz 35 der deutschen Charts erreichte und sich acht Wochen in den Top 100 halten konnte. Das Lied wurde ebenfalls im Trailer zum Film The Equalizer verwendet. Die nachfolgenden Singles Till It’s Gone von Yelawolf und Y’all Ready Know von Slaughterhouse erschienen am 16. September bzw. 4. November 2014. Als vierter Track wurde Detroit vs. Everybody am 11. November 2014 zum Download ausgekoppelt.

### Auszeichnungen für Musikverkäufe
Shady XV verkaufte sich in der ersten Woche rund 138.000 Mal in den Vereinigten Staaten. Im 12. Dezember 2014 wurde das Album für mehr als 250.000 verkaufte Exemplare in den USA mit einer Gold-Schallplatte ausgezeichnet. Da es ein Doppel-Album ist, waren nur die Hälfte der Verkäufe für die Auszeichnung nötig.
| Land/Region               | Auszeichnungen für Musikverkäufe (Land/Region, Auszeichnung, Verkäufe) | Verkäufe |
| ------------------------- | ---------------------------------------------------------------------- | -------- |
| Vereinigte Staaten (RIAA) | Gold                                                                   | 250.000  |
| Insgesamt                 | 1× Gold ·                                                              | 250.000  |

Hauptartikel: Eminem/Auszeichnungen für Musikverkäufe